# Leif Runefelt

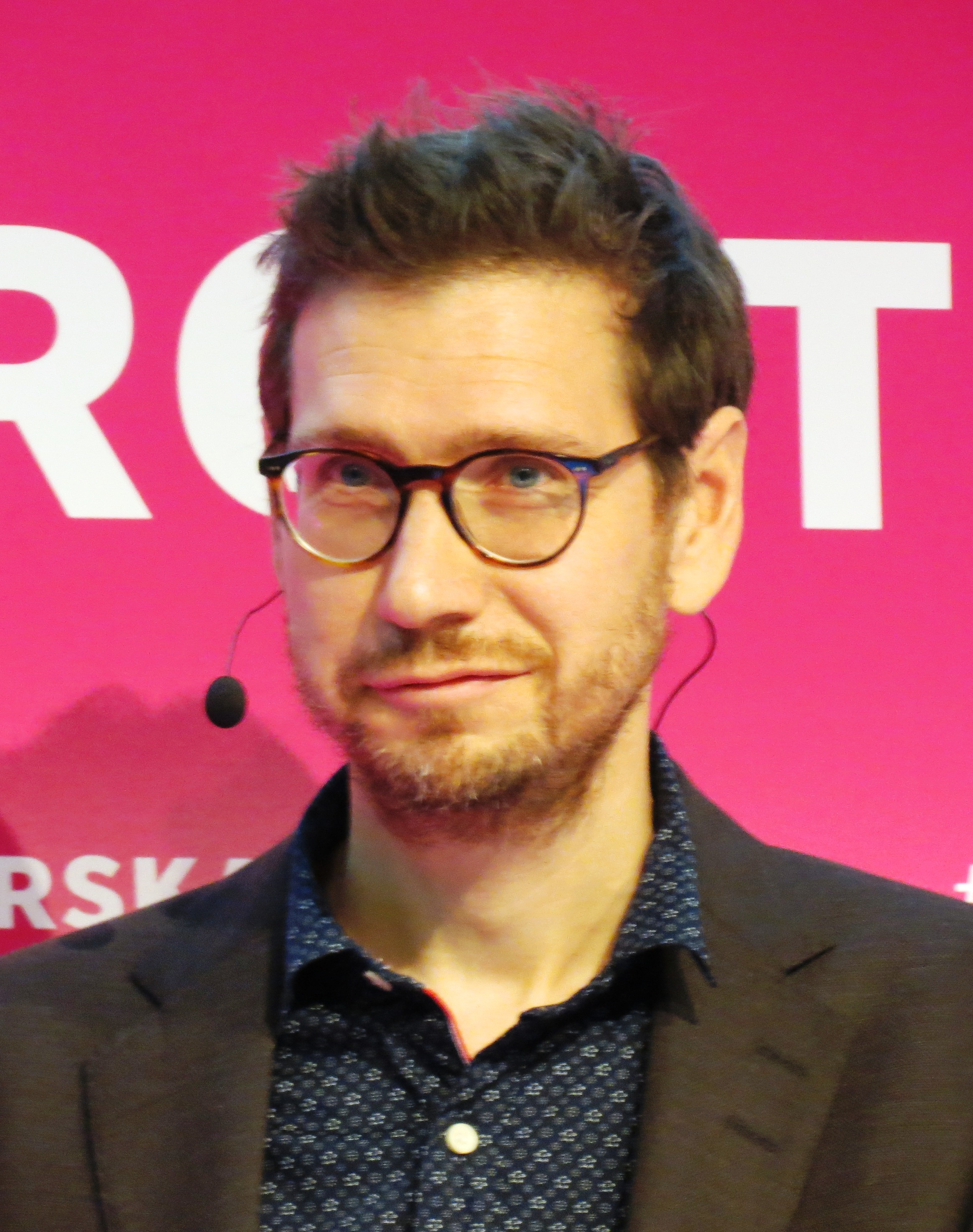
Runefelt 2016.

Leif Christer Runefelt, född 29 juli 1971, är en svensk idéhistoriker. 
Leif Runefelt disputerade vid Stockholms universitet 2001. Hans avhandling behandlade ekonomiskt tänkande i stormaktstidens Sverige. Han har därefter fortsatt forska kring konsumtion och ekonomisk idéhistoria och är professor i idéhistoria vid Södertörns högskola. Han invaldes i Kungl. Vitterhetsakademien den 4 december 2018 och tog sitt inträde där den 5 februari 2019 med ett föredrag om konsumtionen av Mekaniska konstkabinett åren 1780–1880.

## Verk i urval
- Runefelt, Leif (1999). ”Passioners tyglande och undersåtars välstånd: människo- och samhällssyn i stormaktstidens merkantilism”. Historisk tidskrift (Stockholm) (Stockholm : Svenska historiska föreningen, 1881-) 1999 (119),:  sid. [655]-682. ISSN 0345-469X. ISSN 0345-469X ISSN 0345-469X. Libris 2956405
- Runefelt, Leif (2004). ”Från yppighetens nytta till dygdens försvar: den frihetstida debatten om lyx”. Historisk tidskrift (Stockholm) 2004(124):2,:  sid. [203]-224. 0345-469X. ISSN 0345-469X. Libris 9592337
- Runefelt, Leif (2004). ”Dygden, nyttan och begären: affektläran i frihetstida etisk och psykologisk litteratur”. Lychnos 2004,:  sid. 19-44. 0076-1648. ISSN 0076-1648. Libris 10135048
- Runefelt, Leif (2005). Dygden som välståndets grund [Elektronisk resurs : dygd, nytta och egennytta i frihetstidens ekonomiska tänkande]. Stockholm studies in economic history, 0346-8305 ; 43. Stockholm: Stockholms universitet. Libris 12053833. http://urn.kb.se/resolve?urn=urn:nbn:se:su:diva-14689
- Runefelt Leif, red (2008). Svensk mosskultur: odling, torvanvändning och landskapets förändring 1750-2000. Skogs- och lantbrukshistoriska meddelanden / Kungl. Skogs- och lantbruksakademien, 1402-0386 ; 41Kungl. Skogs- och lantbruksakademiens tidskrift. Supplement, 0075-7233. Stockholm: Kungl. skogs- och lantbruksakademien. Libris 10898822. ISBN 9789185205479
- Runefelt, Leif (2010). ”Ett svenskt Arkadien: landskapet i svenska ortsbeskrivningar 1800-1860”. Bebyggelsehistorisk tidskrift 2010 (59),:  sid. 82-98: ill.. 0349-2834. ISSN 0349-2834. Libris 11903243
- Runefelt, Leif (2011). En idyll försvarad: ortsbeskrivningar, herrgårdskultur och den gamla samhällsordningen 1800-1860. Lund: Sekel. Libris 12142023. ISBN 978-91-85767-76-2
- Runefelt, Leif (2012). ”Skogens räddare: den svenska ståndspersonen uppfattad som hjälte av sig själv, 1800-1850”. Hjältar och hjältinnor : föreställningar och gestaltningar från Eufemiavisorna till Gösta Berlings saga / (2012):  sid. 75-94. Libris 13577346
- Runefelt Leif, Sjöström Oskar, red (2014). Förmoderna offentligheter: arenor och uttryck för politisk debatt 1550-1830. Lund: Nordic Academic Press. Libris 16619504. ISBN 9789187351129
- Runefelt, Leif (2015). Att hasta mot undergången: anspråk, flyktighet, förställning i debatten om konsumtion i Sverige 1730-1830. Lund: Nordic Academic Press. Libris 17892899. ISBN 9789187675362
- Runefelt, Leif (2016). ”Förhöjd sanning: skönhet, smink och samhällsordning, 1720-1820”. Lychnos 2016,:  sid. 35-58. 0076-1648. ISSN 0076-1648. Libris 22282247
- Johansson Åbonde, Anders; [med bidrag av Jakob Christensson, Kjell Lundquist, Ronny Pettersson, Leif Runefelt, Cajsa Sjöberg.] (2016). Drömmen om svenskt silke. Skogs- och lantbrukshistoriska meddelanden / Kungl. Skogs- och lantbruksakademien, 1402-0386 ; Kungl. Skogs- och lantbruksakademiens tidskrift. Supplement, 0075-7233. Stockholm: Kungl. Skogs- och lantbruksakademien. Libris 19258023. ISBN 9789186573683
- Runefelt, Leif (2019). Den magiska spegeln: kvinnan och varan i pressens annonser 1870 - 1914. Lund: Nordic Academic Press. Libris 5g7vmsdn39q43gtt. ISBN 9789188661890

## Utmärkelser och hedersuppdrag
- (2018) Ledamot av Kungl. Vitterhetsakademien

### Fotnoter
1. ↑  Enligt Ratsit.se.
2. ↑  Runefelt, Leif (2001). Hushållningens dygder: affektlära, hushållningslära och ekonomiskt tänkande under svensk stormaktstid. Stockholm studies in economic history, 0346-8305 ; 34. Stockholm: Almqvist & Wiksell International. Libris 7797883. ISBN 9197267473. http://urn.kb.se/resolve?urn=urn:nbn:se:su:diva-14688